# Heinrich August Schoetensack
Heinrich August Schoetensack (* 1812; † 1891 in Stendal) war ein deutscher Lehrer und Autor.

## Leben und Wirken
Der aus Thüringen stammende Schoetensack absolvierte nach der Hochschulreife die Lehramtsausbildung sowie ein Studium der Philologie.
Er war später am Gymnasium zu Stendal tätig. 1878 wird er dort als Oberlehrer geführt.
1881 beging er auf der Wartburg sein 50-jähriges Abgangsexamen.
Schoetensack verstarb 1891 zu Stendal.

## Mitgliedschaften (Auswahl)
Er war korrespondierendes Mitglied der Berliner Gesellschaft für das Studium der neueren Sprachen.

## Veröffentlichungen (Auswahl)
- Grammatik der neuhochdeutschen Sprache, Erlangen 1856.[5]
- Ueber die Thraker als Stammväter der Gothen und die Verzweigungen des gothischen Völkerstammes, Stendal 1860.[6]
- Etymologische Untersuchungen auf dem Gebiete der französischen Sprache, Stendal 1870.
- Beitrag zu einer wissenschaftlichen Grundlage für etymologische Untersuchungen auf dem Gebiete der französischen Sprache, Bonn 1883.

## Auszeichnungen (Auswahl)
- 1881: Roter-Adlerorden 4. Klasse[7]